# Greenpoint (Brooklyn)

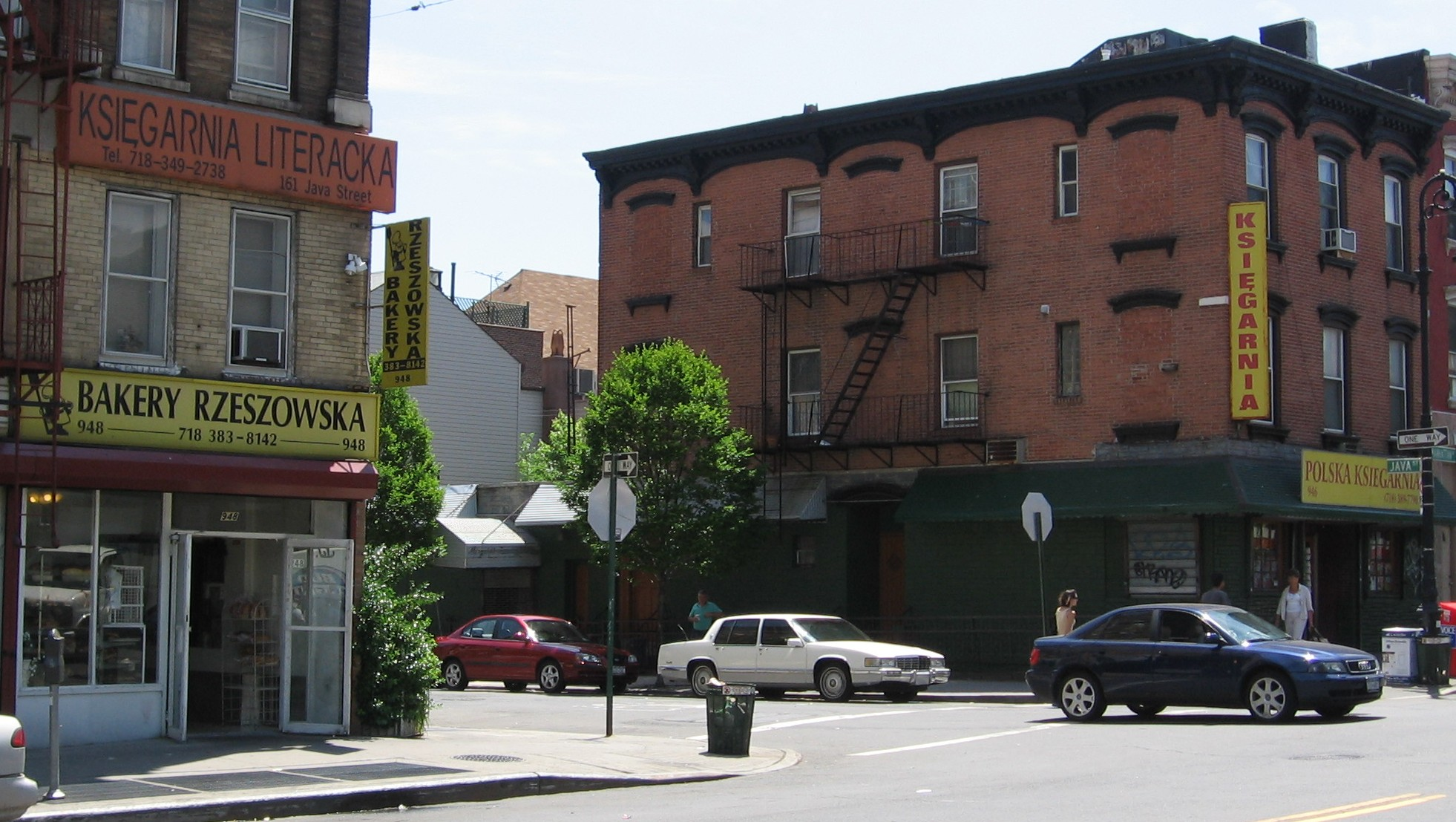
Polnische Läden in Greenpoint

Greenpoint ist ein Stadtteil im Stadtbezirk Brooklyn in New York City. Die Nachbarschaft hat eine große polnisch-amerikanische Gemeinschaft mit polnischen Restaurants, Märkten und Geschäften und wird oft als „Little Poland“ bezeichnet.
Greenpoint hatte 2020 laut United States Census 39.099 Einwohner. Es ist Teil des Brooklyn Community District 1 und seine Postleitzahl ist 11222. Greenpoint gehört zum 94. Bezirk des New Yorker Polizeidepartements und wird kommunalpolitisch durch den 33. Bezirk des New York City Council (Stadtrat) vertreten.

## Lage
Greenpoint ist der nördlichste, am östlichen Ufer des East River liegende Stadtteil im Borough Brooklyn und nimmt eine Fläche von knapp 3,5 km² ein. Es grenzt im Südwesten an Williamsburg, im Südosten an den Brooklyn–Queens Expressway und East Williamsburg und im Norden an den Newtown Creek und dem dahinter liegenden Stadtteil Long Island City im Stadtbezirk Queens. Die Pulaski Bridge, benannt nach Casimir Pulaski, die Greenpoint Avenue Bridge und die Kosciuszko Bridge, benannt nach Tadeusz Kościuszko, verbinden Greenpoint mit dem westlichsten Teil von Queens.
Greenpoint ist mit der Linie  der IND Crosstown Line der New York City Subway aus Queens und Downtown Brooklyn erreichbar. Sie bedient die Stationen Greenpoint und Nassau Avenue. Auf Höhe der India Street befindet sich am East River eine Anlegestelle der NYC Ferry. Diese wird von den Fähren der „East River-Route“ angefahren (Hunters Point South, Queens – Pier 11/Wall Street, Downtown Manhattan).

## Geschichte

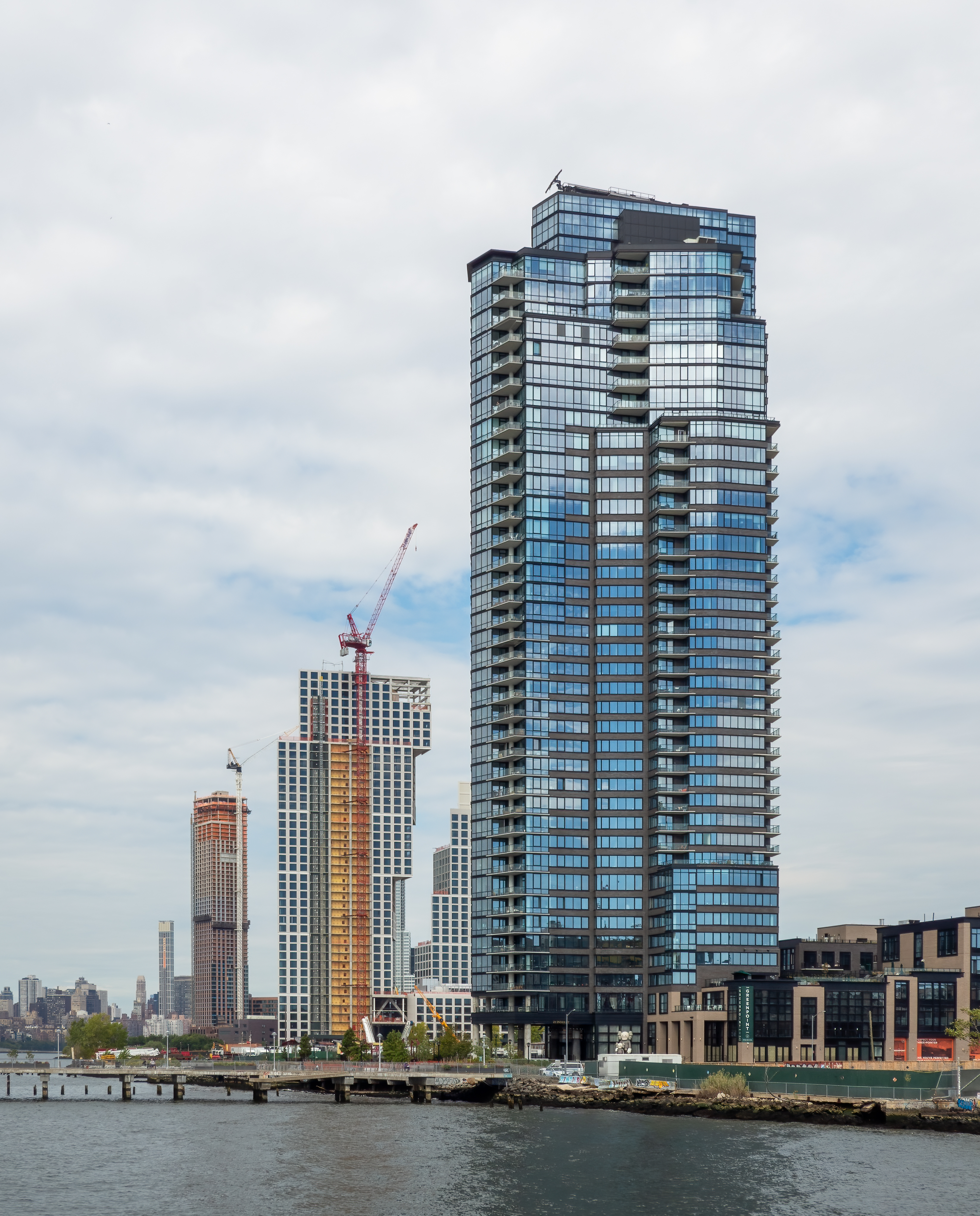
The Greenpoint Apartementhäuser am East River im Jahr 2021

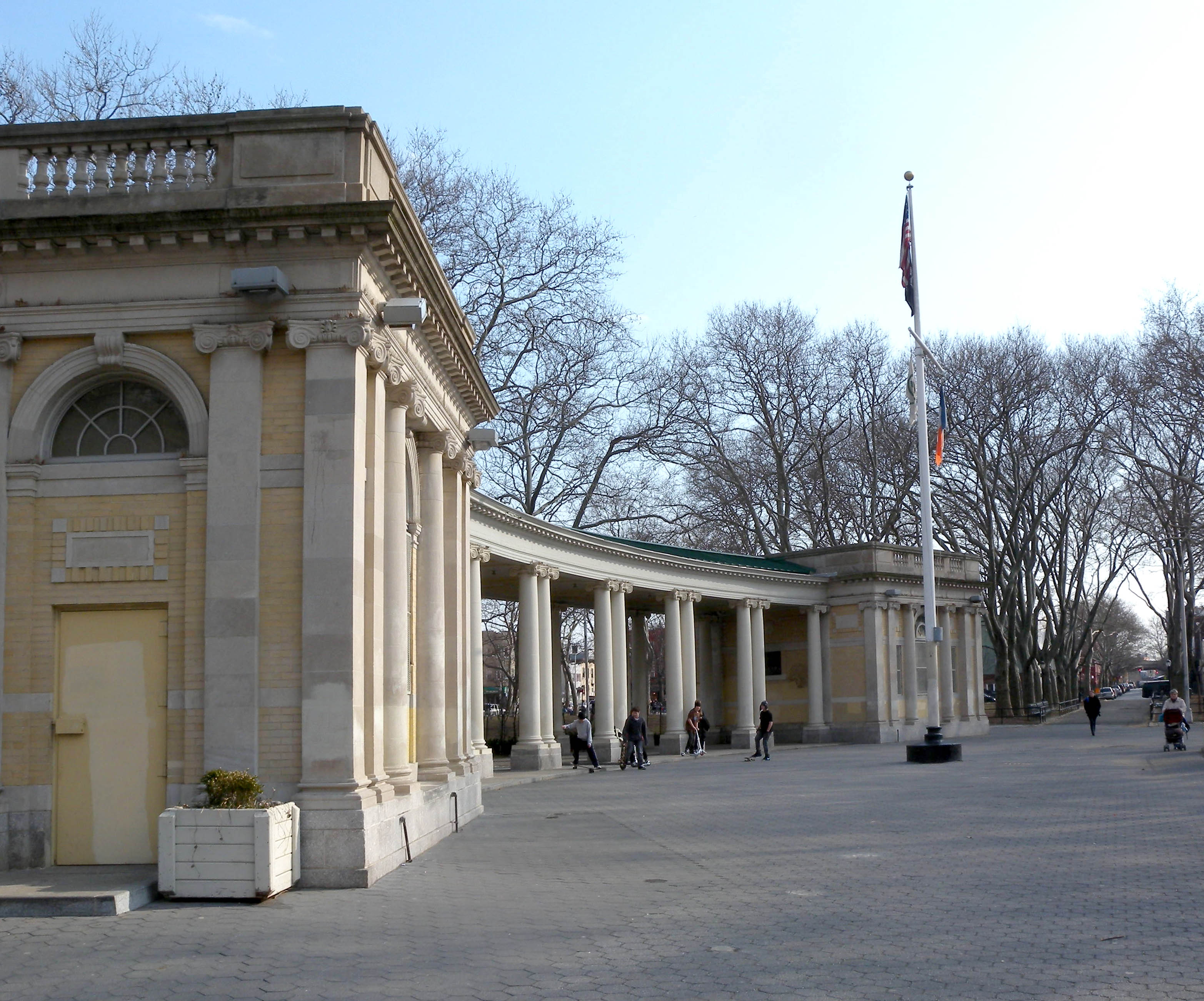
Shelter Pavilion im McGolrick Park

Vor Ankunft der Europäer wurde Greenpoint von den Keskachauge bewohnt, einem Zweig der Lenape. Benannt wurde die Gegend nach einem Streifen grünen Landes, welcher in den East River ragte. 1638 verhandelte die Niederländische Westindien-Kompanie mit den Lenape um das Recht die Brooklyn Halbinsel zu besiedeln.
Der erste Siedler Greenpoints, von dem berichtet wurde, war Dirck Volckertsen, ein norwegischer Zuwanderer, der dort 1645 ein Haus errichtete, nachdem er sich gegen einen Konkurrenten im Jahr zuvor im Streit um dieses Land rechtlich durchgesetzt hatte. Über Jahre hinweg gab es mit den Ureinwohnern Auseinandersetzungen, die zwei seiner Schwiegersöhne mit dem Leben bezahlten. In den 1650er Jahren begann er seinen Grundbesitz an holländische Siedler zu verkaufen und verpachten. Lange wurde die Fläche daraufhin vorwiegend landwirtschaftlich genutzt.
Während des Unabhängigkeitskriegs betrieb die britische Armee dort ein Feldlager. Das restliche Land wurde von lediglich fünf, eng verwandten Familien unterhalten, bis im Laufe des 19. Jahrhunderts auf geteilten Parzellen der eigentliche Siedlungskern Greenpoints entstand. Davor waren Greenpoints Farmen weitgehend isoliert vom Rest Brooklyns, nur durch eine einzige Straße, die Wood Point Road, mit diesem verbunden. Daher benutzten die Farmer oft Boote, um ihre Produkte nach Manhattan zu bringen und dort zu verkaufen.
Im Jahre 1839 ließ Neziah Bliss, der in einer der heimischen Familien eingeheiratet hatte, eine gebührenpflichtige Straße, welche der heutigen Franklin Street folgt, bauen. 1850 wurde der erste regelmäßige Fährbetrieb nach Manhattan von ihm eröffnet. Nach und nach kaufte Neziah Bliss das meiste Land auf. Nachdem man zuvor das Grundstück für den Winthrop Park erworben hatte, eröffnete dieser im Jahr 1891. Zwanzig Jahre später errichtete man in dem Park das Shelter Pavilion. 1941 erfolgte die Umbenennung in McGolrick Park.
Entlang des East River und Newton Creek siedelte sich im Verlauf des 19. Jahrhunderts Industrie an, u. a. Holzverarbeitung, Schiffsbau, Druckereien, Keramik und Metallbau. Die meisten Beschäftigten waren Immigranten, viele davon aus Deutschland, Irland und Polen. Vor allem an den Straßen zum Ufer entstanden zu dieser Zeit dicht bebaute Häuserblocks. Teile davon sind heute im nationalen Denkmalregister verzeichnet.
Während des Amerikanischen Bürgerkrieges wurden die Seilfabriken am Ufer des East River von der Union umfunktioniert. So wurde hier von Continental Ironworks die Monitor, das erste Panzerschiff der US-Marine, sowie sechs weitere Schiffe dieser Klasse gebaut. Am 30. Januar 1862 hatte die USS Monitor ihren Stapellauf am Newton Creek. Am 5. Oktober 1950 kam es zu einer Explosion einer Ölraffinerie am Newton Creek. Allein dabei sind dort 17 Mio. Gallonen Öl ausgelaufen. Die Altlasten sind bis heute ein Umweltproblem.
2005 bestätigte das Department of City Planning die Umgliederung von 175 Blocks in Greenpoint und Williamsburg. 7.300 neue Wohneinheiten mit schätzungsweise 16.700 Bewohnern sowie über 20.000 m² an Fläche für den Einzelhandel sollten 93.000 m² Industrieareal ersetzen, wobei der Bau von günstigen Mietwohnungen subventioniert wurde. Ebenfalls Inhalt des Plans war die Schaffung eines 50 Acres (etwa 20 ha) großen Parks am East River in Greenpoint und Williamsburg. Am 2. März 2006 wurde der Rezoning Plan modifiziert. Viele Bewohner und Mitglieder der Kommunalverwaltung (Brooklyn Community Board 1) erheben jedoch weiterhin Einwände gegen den Bebauungsplan.
Greenpoint ist Teil des 12. Kongressdistrikts von New York. Dieser wird im Kongress durch die Abgeordnete Nydia Velázquez (Demokraten) vertreten.

## Demographie

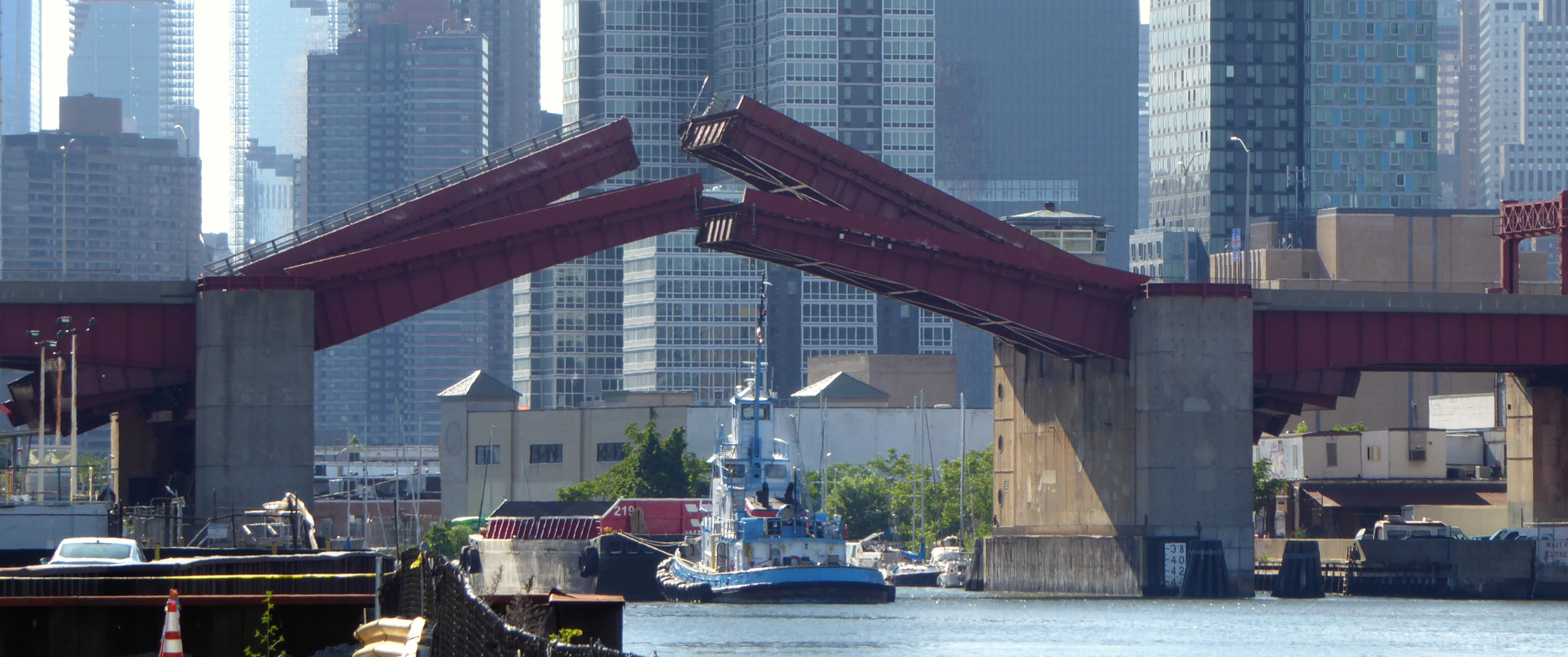
Geöffnete Pulaski Bridge

Im Jahr 2020 hatte das United States Census Bureau die statistischen Zählbezirke (Areas und Tracts) neu konfiguriert. Somit sind die vor 2020 erzielten Daten meist nicht mehr mit den ab 2020 erhobenen Daten vergleichbar, des Weiteren sind die Zählbezirke NTA und Tracts meist nicht deckungsgleich mit den Stadtteilgrenzen. Da dies auch bei Greenpoint zutrifft, werden die zuständigen Census Blocks zur Berechnung verwendet.
Gemäß Volkszählung von 2020 hatte Greenpoint 39.099 Einwohner bei einer Einwohnerdichte von 11.333 Einwohnern pro km². Hier lebten 27.549 (70,5 %) Weiße, 6.029 (15,4 %) Hispanics und Latinos, 2.493 (6,4 %) Asiaten, 1.032 (2,6 %) Afroamerikaner, 344 (0,9 %) aus anderen Ethnien und 1.652 (4,2 %) aus zwei oder mehr Ethnien.
Lange Zeit wurde Greenpoint von den dort beschäftigten und wohnenden Arbeitern und Immigranten geprägt. Mit den 80er Jahren zeigten sich Effekte einer Gentrifizierung. Spätestens 1986 ließen sich im unmittelbar benachbarten Williamsburg steigende Mietpreise beobachten, als dortige Industriegebäude eine Konversion durchliefen. Zudem sind Bewohner Manhattans vor den damals enorm ansteigenden Immobilienpreisen nach Brooklyn ausgewichen. So verstärkten sie in der ersten Hälfte der 80er Jahre eine Entwicklung, die dazu führte, dass die Mieten in Greenpoint während dieser Zeit zum Teil um 500 % anstiegen und sich das Durchschnittsalter der Bevölkerung dort, mit 13,6 % über 65-Jährigen, im Vergleich zum Rest New Yorks erhöhte. Gleichzeitig etablierte sich eine kleinere Künstlergemeinde in Greenpoint.
Heute ist Greenpoint überwiegend durch eine generationenunspezifische Mittelschicht mit weißer Mehrheit geprägt. Wegen der vielen dort lebenden Bürger polnischer Abstammung wird es auch Little Poland genannt. Nach Chicago ist Greenpoint eine der größten polnischen Gemeinden in den USA. So erscheint hier die polnischsprachige Zeitung Nowy Dziennik.
Nach dem Zensus von 2020 gab es in Greenpoint 20.412 Haushalte. Das Median-Haushaltseinkommen betrug im Jahr 2000 knapp 34.000 $ (2008: 43.359) und lag damit deutlich höher als im benachbarten Williamsburg. 43,6 % der Bürger gaben an, polnischer Abstammung zu sein. In 10,1 % der Haushalte lebten alleinstehende über 65-Jährige, in 26 % Kinder. 17,7 % der Bevölkerung lebte unter der Armutsgrenze, ein geringerer Anteil als in benachbarten Stadtteilen.
Nach City-Data.com betrug der Index für die Lebenshaltungskosten im Greenpoint entsprechenden ZIP-Gebiet im Dezember 2009 185.8 auf einer auf einen Indexwert von 100 genormten Skala.

## Kultur und Sehenswürdigkeiten

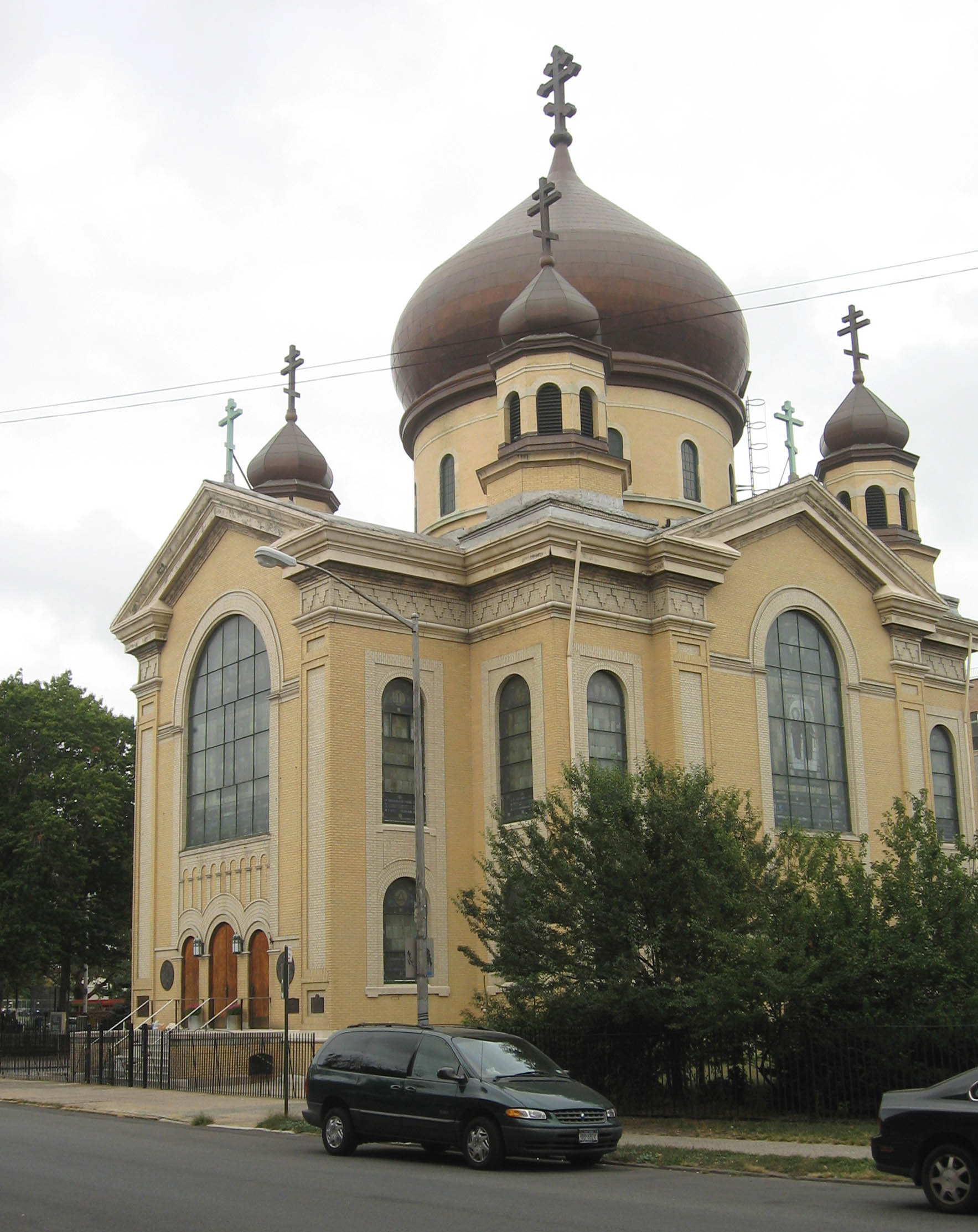
Russisch-orthodoxe Kathedrale

Sehenswert ist in Greenpoint der McCarren Park und der kleinere McGolrick Park, in dem ein 1938 errichtetes, allegorisch stilisiertes Monument an den Bau der Monitor erinnert. Ferner gibt es einen historischen, im nationalen Denkmalregister aufgenommenen Distrikt, welcher unter anderem zwischen der Franklin Street und der Manhattan Avenue liegt. Von architektonischem Interesse ist unter anderem eine Episkopalkirche an der Kent Street von 1853 sowie eine russisch orthodoxe Kathedrale an der North 12th Street von 1921.

## Fakten
- Szenen aus den bekannten Filmen Departed und Donnie Brasco wurden in Greenpoint gedreht
- Die Straßen sind nach Namen alphabetisch geordnet und beginnen im Norden mit der Ash Street
- Berühmte Personen die in Greenpoint geboren oder aufgewachsen sind Mae West, Margaret Wise Brown, Mickey Rooney, Pat Benatar, Willie Sutton und Henry Miller.